# Pro Patria et Libertate Sezione Calcio 1970-1971
Questa voce raccoglie le informazioni riguardanti la Pro Patria et Libertate Sezione Calcio nelle competizioni ufficiali della stagione 1970-1971.

## Stagione
Nella stagione 1970-1971 la Pro Patria disputa il girone A del campionato di Serie C, con 31 punti in classifica si piazza in diciassettesima posizione, si salva grazie alla differenza reti nei confronti della Triestina che retrocede in Serie D con Monfalcone e Sottomarina di Chioggia, La Reggiana vince il torneo con 58 punti e sale in Serie B.
In casa Pro Patria ad Enrico Candiani, gli subentra quale presidente Peppino Mancini, imprenditore del settore petrolifero romagnolo, ma bustocco di adozione. Dopo quattro stagioni lascia Carlo Regalia che va ad allenare l'Omegna, al suo posto sulla panchina dei tigrotti arriva Renzo Burini promosso in prima squadra dopo due stagioni da viceallenatore, viene ceduto al Como l'ala sinistra Alessandro Turini, mentre ritorna a Busto Arsizio dal Rovereto Giampiero Calloni, poi a novembre arriva dal Torino il mediano ed ex interista Bruno Bolchi. Ma in campionato ci sono i soliti alti e bassi, con una salvezza presa per i capelli, per negligenza della Triestina appaiata alla Pro Patria con 31 punti, ma con una differenza reti di cinque reti a vantaggio bustocco, -13 contro -18 dei giuliani. Il migliori realizzatori di questa stagione sono stati Vittorio Panucci con 7 reti, Giorgio Gambazza con 6 reti, Giampiero Calloni con 5 reti e Gianfranco De Bernardi con quattro centri. Al termine di questa stagione con 14 presenze Pippo Giuseppe Taglioretti lascia la Pro Patria, il suo bottino totale è di 389 presenze, interpretando lo spirito dell'autentico tigrotto, ancora oggi è l'alfiere della compagine bustocca.

## Rosa
| N. |                   | Ruolo | Calciatore             |
| -- | ----------------- | ----- | ---------------------- |
|    | Italia (bandiera) | P     | Giuseppe Anelli        |
|    | Italia (bandiera) | D     | Sergio Aspesi          |
|    | Italia (bandiera) | C     | Bruno Bolchi           |
|    | Italia (bandiera) | C     | Luciano Bruno          |
|    | Italia (bandiera) | A     | Giampiero Calloni      |
|    | Italia (bandiera) | A     | Mario Casna            |
|    | Italia (bandiera) | D     | Pasquale Croci         |
|    | Italia (bandiera) | A     | Gianfranco De Bernardi |
|    | Italia (bandiera) | C     | Angelo Denti           |
|    | Italia (bandiera) | D     | Ettore Frigerio        |
|    | Italia (bandiera) | C     | Giorgio Gambazza       |
|    | Italia (bandiera) | C     | Pasquale Lombardi      |

| N. |                   | Ruolo | Calciatore           |
| -- | ----------------- | ----- | -------------------- |
|    | Italia (bandiera) | A     | Antonio Marmonti     |
|    | Italia (bandiera) | P     | Antonio Mastrorgio   |
|    | Italia (bandiera) | A     | Sergio Mischis       |
|    | Italia (bandiera) | A     | Angelo Oliva         |
|    | Italia (bandiera) | A     | Vittorio Panucci     |
|    | Italia (bandiera) | C     | Pietro Ponti         |
|    | Italia (bandiera) | C     | Romano Righetto      |
|    | Italia (bandiera) | A     | Giovanni Rosignoli   |
|    | Italia (bandiera) | D     | Leopoldo Solbiati    |
|    | Italia (bandiera) | D     | Giuseppe Taglioretti |
|    | Italia (bandiera) | A     | Giordano Tinti       |
|    | Italia (bandiera) | C     | Andrea Verdelli      |

## Risultati

### Serie C girone A

#### Girone di andata
| Arbitro: | Fuschi (Pescara) |

|                |           |                                |
| De Bernardi 6’ | Marcatori | 45’ (rig.) Rizzi 54’ Fumagalli |

| Treviso 20 settembre 1970 2ª giornata | Treviso               | 0 – 0 | Pro Patria | Stadio Omobono Tenni\| Arbitro: \| Governa (Alessandria) \| |
| Arbitro:                              | Governa (Alessandria) |       |            |                                                             |

| Arbitro: | Levrero (Genova) |

|                           |           |  |
| Frigerio 36’ Marmonti 43’ | Marcatori |  |

| Arbitro: | Albertini (Torino) |

|                               |           |                  |
| Goffi 9’, 38’ Jaconi 62’, 72’ | Marcatori | 76’, 87’ Panucci |

| Arbitro: | Sgherri (Grosseto) |

|                     |           |                  |
| Frigerio 88’ (rig.) | Marcatori | 30’, 75’ Rancati |

| Arbitro: | Levrero (Genova) |

|                   |           |           |
| G. C. Ferrari 42’ | Marcatori | 57’ Bruno |

| Arbitro: | F. Lattanzi (Macerata) |

|             |           |               |
| Panucci 66’ | Marcatori | 71’ Mongitore |

| Arbitro: | Benedetti (Roma) |

|                     |           |                     |
| Cella 2’ Guerra 29’ | Marcatori | 65’ (rig.) Gambazza |

| Arbitro: | Borghesi (Forlì) |

|                              |           |             |
| Gambazza 2’, 57’ Panucci 80’ | Marcatori | 85’ Zanolla |

| Arbitro: | Perissinotto (Venezia) |

|  |           |              |
|  | Marcatori | 87’ Gambazza |

| Arbitro: | Grassi (Savona) |

|  |           |                    |
|  | Marcatori | 89’ (aut.) Mischis |

| Arbitro: | Ambrosio (Napoli) |

|                                     |           |  |
| Proietti 63’ Taglioretti 67’ (aut.) | Marcatori |  |

| Arbitro: | Testuzza (Genova) |

|                |           |             |
| G. Calloni 62’ | Marcatori | 30’ Tumiati |

| Arbitro: | Borghesi (Forlì) |

|                                          |           |                          |
| Bianchi 26’, 43’ Dori 83’ Bellinazzi 89’ | Marcatori | 65’ Panucci 90’ Gambazza |

| Arbitro: | Fiorenza (Torre Annunziata) |

|              |           |  |
| Modonese 40’ | Marcatori |  |

| Busto Arsizio 3 gennaio 1971 16ª giornata | Pro Patria           | 0 – 0 | Solbiatese | Stadio Comunale\| Arbitro: \| Busalacchi (Palermo) \| |
| Arbitro:                                  | Busalacchi (Palermo) |       |            |                                                       |

| Arbitro: | Marino (Taranto) |

|              |           |              |
| Vignando 24’ | Marcatori | 17’ Gambazza |

| Busto Arsizio 17 gennaio 1971 18ª giornata | Pro Patria          | 0 – 0 | Trento | Stadio Comunale\| Arbitro: \| Tabanelli (Ravenna) \| |
| Arbitro:                                   | Tabanelli (Ravenna) |       |        |                                                      |

| Verbania 24 gennaio 1971 19ª giornata | Verbania          | 0 – 0 | Pro Patria | Stadio Carlo Pedroli\| Arbitro: \| Barboni (Firenze) \| |
| Arbitro:                              | Barboni (Firenze) |       |            |                                                         |

#### Girone di ritorno
| Arbitro: | Scolari (Verona) |

|           |           |                                 |
| Rizzi 25’ | Marcatori | 6’ De Bernardi 76’ (aut.) Sambo |

| Arbitro: | Ciulli (Roma) |

|                             |           |                 |
| Frigerio 39’ G. Calloni 61’ | Marcatori | 44’ Magistrelli |

| Rovereto 14 febbraio 1971 22ª giornata | Rovereto              | 0 – 0 | Pro Patria | Stadio Quercia\| Arbitro: \| Governa (Alessandria) \| |
| Arbitro:                               | Governa (Alessandria) |       |            |                                                       |

| Arbitro: | Schena (Foggia) |

|                 |           |  |
| P. Lombardi 29’ | Marcatori |  |

| Arbitro: | Monforte (Palermo) |

|          |           |                |
| Fava 19’ | Marcatori | 88’ G. Calloni |

| Arbitro: | Alberti (Genova) |

|                 |           |                        |
| De Bernardi 41’ | Marcatori | 23’ (aut.) P. Lombardi |

| Arbitro: | Busalacchi (Palermo) |

|             |           |  |
| Capocci 29’ | Marcatori |  |

| Busto Arsizio 28 marzo 1971 27ª giornata | Pro Patria                | 0 – 0 | Derthona | Stadio Comunale\| Arbitro: \| Turiano (Reggio Calabria) \| |
| Arbitro:                                 | Turiano (Reggio Calabria) |       |          |                                                            |

| Arbitro: | Albertini (Torino) |

|                                   |           |                |
| Bordon 40’ Barile 65’ Zanolla 78’ | Marcatori | 48’ G. Calloni |

| Busto Arsizio 11 aprile 1971 29ª giornata | Pro Patria      | 0 – 0 | Piacenza | Stadio Comunale\| Arbitro: \| Canova (Milano) \| |
| Arbitro:                                  | Canova (Milano) |       |          |                                                  |

| Arbitro: | Crista (Livorno) |

|                                          |           |                        |
| Sperotto 18’, 35’ P. Lombardi 77’ (rig.) | Marcatori | 33’ (aut.) P. Lombardi |

| Arbitro: | Moretto (San Donà di Piave) |

|             |           |              |
| Panucci 67’ | Marcatori | 60’ Proietti |

| Arbitro: | Campanini (Finale Emilia) |

|                              |           |                          |
| Fregonese 1’, 73’ Truant 48’ | Marcatori | 57’ Righetto 90’ Panucci |

| Arbitro: | Fiorenza (Torre Annunziata) |

|                                     |           |                |
| P. Lombardi 25’ (rig.) Verdelli 90’ | Marcatori | 66’ B. Bianchi |

| Arbitro: | Sansò (Gallipoli) |

|                 |           |            |
| De Bernardi 14’ | Marcatori | 41’ Panisi |

| Solbiate Arno 23 maggio 1971 35ª giornata | Solbiatese      | 0 – 0 | Pro Patria | Stadio Felice Chinetti\| Arbitro: \| Schena (Foggia) \| |
| Arbitro:                                  | Schena (Foggia) |       |            |                                                         |

| Arbitro: | Calì (Roma) |

|                |           |             |
| G. Calloni 49’ | Marcatori | 48’ Frisoni |

| Arbitro: | Clerico (Chiavari) |

|                                        |           |  |
| Scali 1’ Pellegrini 31’, 73’ Babbo 65’ | Marcatori |  |

| Arbitro: | Perissinotto (Venezia) |

|  |           |            |
|  | Marcatori | 39’ Maioni |